# NGC 6427
NGC 6427 est une galaxie lenticulaire située dans la constellation du Dragon. Sa vitesse par rapport au fond diffus cosmologique est de 3 165 ± 30 km/s, ce qui correspond à une distance de Hubble de 46,7 ± 3,3 Mpc (∼152 millions d'al). NGC 6427 a été découverte par l'astronome allemand Albert Marth en 1864. Cette galaxie a aussi été observée par l'astronome français Édouard Stephan le 23 juin 1870 et elle a été inscrite au New General Catalogue sous la désignation NGC 6431.